# Бергантиньос, Алекс
Алехандро «Алекс» Бергантиньос Гарсия (исп. Alejandro "Álex" Bergantiños García , 7 июня 1985, Ла-Корунья) — испанский футболист, полузащитник клуба «Депортиво Ла-Корунья».

## Карьера
Бергантиньос родился в Ла-Корунье и в 17 лет попал с систему «Депортиво», однако свой первый профессиональный матч сыграл лишь в 2008 году, в 23-летнем возрасте, играя в аренде в «Хересе». В этом клубе он стал твердым игроком основы и в сезоне 2008/09 сыграл 31 игру (2,085 минуты на поле), а команда добилась выхода в Примеру.
В августе 2009 года галисийцы согласились продлить аренду Бергантиньоса в «Хересе» ещё на год. В Примере он дебютировал 30 августа, отыграв последние 30 минут в проигранном 0-2 гостевом матче против «Мальорки», а всего в сезоне провел примерно столько же игр, как и в предыдущем, однако в этот раз Херес уже покинул Примеру.
Сезон 2010/11 Бергантиньос провел в «Гранаде» (Сегунда), по-прежнему принадлежа «Депортиво». В январе он был отправлен в аренду в «Химнастик», на остаток сезона.
Бергантиньос вернулся в Галисию в сезоне 2011/12, когда «Депортиво» пребывал в Сегунде, и сразу стал игроком основы, отыграл все матчи в сезоне и помог клубу вернуться в Примеру. Свой первый гол в Примере он забил 20 октября 2012 года, в проигранном 4-5 домашнем матче с «Барселоной». 12 декабря 2015 года, уже гостя в «Барселоне», Бергантиньос помог своему клубу отыграться с 0-2, забив гол на 85-й минуте, матче завершился 2-2.